# 管状邻域

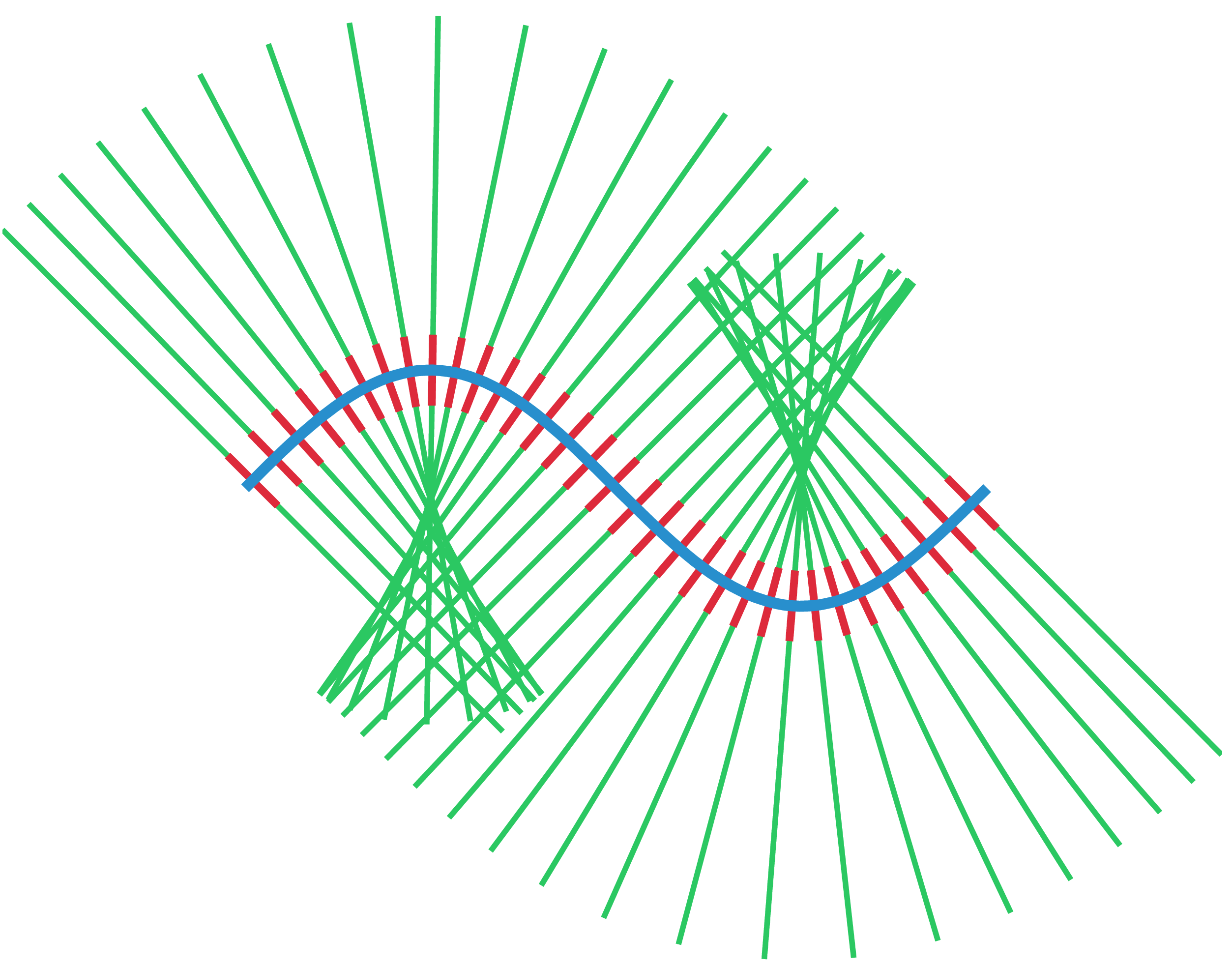
一个蓝色的曲线，和垂直于它的一些绿色的直线。直线在条带内的小部分为红色。

上图的近距离观察是这样。曲线是蓝色，它的管状邻域T是红色。用文章中的符号，曲线为S，包含曲线的空间为M，并且T=j(N).

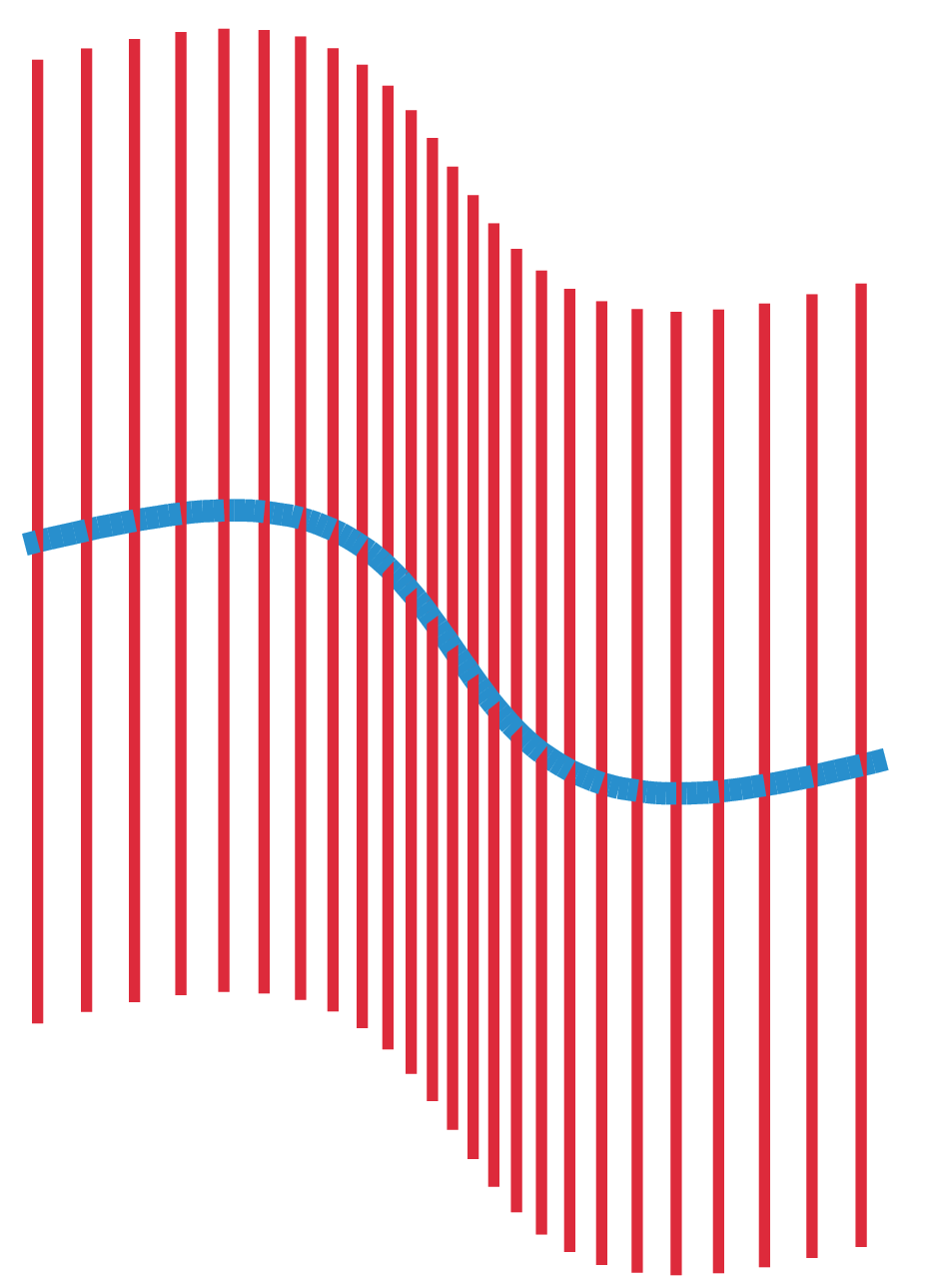
法丛N的示意图，零截线N_{0}为蓝色。变换j将N_{0}映射到上图中的曲线S，将N映射到S的管状邻域。

在数学中，一个光滑流形的子流形的管状邻域是它周围的一个开集，与法丛类似。
管状邻域的想法可以用一个简单的例子说明。考虑平面内一个没有自交的光滑曲线。在曲线的每一个点处作一条与这个曲线垂直的直线。这些直线之间会以一种很复杂的形式相交，除非这条曲线是直的。然而，如果只观察临近曲线的一个狭窄的条带，这些直线在条带内的部分不会相交，并会没有缝隙地覆盖这个条带。这个条带就是一个管状邻域。
一般地，令S为流形M的一个子流形，令N为在M上S的法丛。这里S扮演曲线的角色，M扮演包含曲线的空间的角色。考虑自然映射
{\displaystyle i:N_{0}\rightarrow S}
建立起N的零截线N0与M的一个子流形S之间的双射关系。关于值在M中的全部法丛N的这个映射的一个外延j，使j(N)是M上的一个开集，并且j是N与j(N)的一个同胚，称作管状邻域。

### 法向管
一个光滑曲线的法向管是由一些圆盘的并定义的流形，使得
- 所有的圆盘有相同的固定半径
- 圆盘的中心都落在曲线上
- 每个圆盘都落在曲线的法平面上

### 正式定义
令{\displaystyle S\subseteq M}光滑流形。{\displaystyle S}在{\displaystyle M}中的管状邻域是一个向量丛{\displaystyle \pi :E\to S}伴随一个光滑映射{\displaystyle J:E\to M}使得
- {\displaystyle J\circ s_{0}=i}, 其中{\displaystyle i:S\hookrightarrow M}是嵌入，{\displaystyle s_{0}}是零截面
- 存在某个{\displaystyle U\subseteq E}和某个{\displaystyle V\subseteq M}以及{\displaystyle s_{0}(S)\subseteq U}和{\displaystyle S\subseteq V}使得{\displaystyle J|_{U}:U\to V}是一个微分同胚。

### 一般化
一般而言，光滑流形可以生成广义管状邻域，比如正规邻域，或者庞加莱空间的球面纤维化。
这些一般化常被用于构造（稳定）法丛的对应物，在没有直接描述的空间中作为切丛的替代。